# Stadion (magazine)
Pour les articles homonymes, voir Stadion.
Stadion, sous-titrée Revue Internationale d'Histoire du Sport, est une revue bisannuelle multilingue consacrée à l'histoire du sport publiée en Allemagne depuis 1975.
Stadion est le seul magazine plurilingue (allemand/anglais/français) dans son genre sur le plan international. Des historiens célèbres, mais aussi des anthropologues, des archéologues, des pédagogues et des philosophes écrivent des articles. Stadion ne s'adresse pas qu'aux grands connaisseurs, mais aussi à tous, à ceux qui s'efforcent d'aller au-delà de la façon historique de voir autour d'une compréhension approfondie et spécialisée du sport, du jeu, de l'éducation corporelle et de la culture du corps, en particulier les journalistes.